# يوجين ليندنر
يوجين ليندنر (بالألمانية: Eugen Lindner)‏ هو ملحن ألماني، ولد في 11 ديسمبر 1858، وتوفي في 12 نوفمبر 1915.

## وصلات خارجية
- يوجين ليندنر على موقع ميوزك برينز (الإنجليزية)